# Azi Agadovič Aslanov
Azi Agadovič Aslanov (azero: Həzi Əhəd oğlu Aslanov, russo: Ази Агадович Асла́нов; Lenkoran', 22 gennaio 1910 – Priekule, 24 gennaio 1945) è stato un militare sovietico, di origine azera, maggior generale delle truppe corazzate dell'Armata Rossa durante la seconda guerra mondiale.
Ricevette per due volte la decorazione al valore di eroe dell'Unione Sovietica.

## Biografia
Aslanov si diplomò alla Scuola militare preparatoria transcaucasica di Baku, alla scuola di cavalleria di Leningrado e passò i corsi nell'Accademia militare delle truppe corazzate.
Cominciò il suo servizio nell'Armata Rossa nel 1929 e prese parte alla guerra d'inverno (Unione Sovietica contro Finlandia) del 1939 - 1940. All'inizio della campagna tedesca in Russia (giugno 1941) Aslanov era nella 10ª Divisione carri sovietica ed ebbe il suo primo scontro con i tedeschi nella battaglia della città di Zlochev. Successivamente partecipò alla battaglia di Mosca.
Ebbe un ruolo di grande importanza durante la battaglia di Stalingrado; al comando del 55º reggimento di carri aggregato al 4º Corpo meccanizzato del generale Vasilij Timofeevič Vol'skij, diresse con successo l'avanzata del suo reparto nel corso della decisiva operazione Urano del novembre 1942 e contribuì all'accerchiamento della 6. Armee tedesca nella sacca di Stalingrado. Aslanov soprattutto dimostrò grande energia e abilità di comando durante l'operazione Tempesta Invernale, la controffensiva del feldmaresciallo Erich von Manstein iniziata il 12 dicembre 1942 per cercare di sbloccare le truppe tedesche accerchiate. I carri armati del 55º reggimento carri di Aslanov parteciparono alle violente e prolungate battaglie tra mezzi corazzati nel settore di Verčne Kumskij, inflissero gravi perdite ai panzer tedeschi della 6. Panzer-Division, in particolare negli scontri del 15-17 dicembre, e contribuirono a logorare e bloccare le forze tedesche di soccorso. La controffensiva tedesca fallì entro il 23 dicembre 1942.

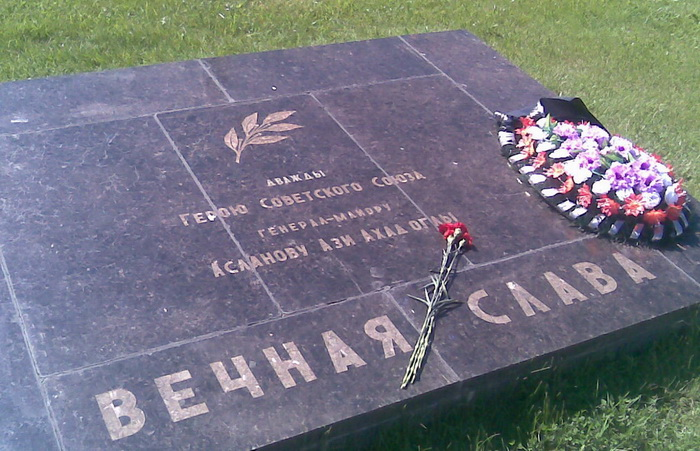
Placca commemorativa dedicata ad Azi Aslanov, posta nel memoriale del Mamaev Kurgan a Volgograd

In seguito Aslanov ricevette il comando della 35ª Brigata carri della Guardia che guidò vittoriosamente a Barysaŭ, Vilejka, Minsk, Vilnius e Riga. I suoi carri armati liberarono anche la città di Plenishitsy. Durante l'offensiva del Baltico nell'estate del 1944, Aslanov avanzò con la 35ª Brigata carri della Guardia e il 30 luglio raggiunse, insieme alle altre unità del 3º Corpo meccanizzato della Guardia, la costa baltica tra Tukums e Dobele, contribuendo all'isolamento del gruppo d'armate nord tedesco nella sacca di Curlandia.
Il 24 gennaio 1945 fu ucciso in una battaglia in Lettonia.
Una stazione metropolitana e una via di Baku sono nominate con il suo nome in suo onore.
Aslanov fu due volte Eroe dell'Unione Sovietica. Ricevette la sua prima stella nel 1943 per le capacità dimostrate nella battaglia di Stalingrado. La seconda gli venne assegnata per avere valicato il fiume Beresina, sotto il comando del generale d'Armata Ivan Černjakovskij, ma a causa del trattamento discriminatorio la ebbe solamente 46 anni dopo la morte, nel 1991, dopo uno speciale appello dell'Intelligencija azera a Michail Gorbačëv.